# Sergio Kindle
(en) Statistiques sur pro-football-reference
Sergio Valent'e Kindle (né le 20 septembre 1987 à Los Angeles) est un joueur américain de football américain évoluant au poste de linebacker et de defensive end.

## Enfance
Kindle joue à la Woodrow Wilson High School de Dallas, jouant aussi bien en attaque qu'en défense, aux postes de running back et de linebacker. En l'attaque, il parcourt 5 632 yards marquant quatre-vingt-six touchdowns et en défense, il fait 411 tacles. Il est le seul joueur du Texas à recevoir les honneurs en attaque et en défense. En 2006, il est classé numéro 1 au poste d'inside linebacker par Rivals.com qui lui attribue cinq étoiles sur cinq.

## Carrière

### Universitaire
En 2006, il joue pour les Texas Longhorns, l'équipe universitaire de l'université du Texas mais rate les deux premiers matchs de la saison à cause d'une blessure. Il apparait à onze reprises au poste de linebacker et dans l'escouade spéciale. Il enregistre vingt-et-un tacles. Durant l'été 2007, il est arrêté avec son coéquipier Henry Melton pour avoir provoqué deux accidents différents alors qu'ils conduisaient sous l'emprise de l'alcool. Ils sont suspendus durant les trois premiers matchs de la saison.
En 2008, il débute onze des treize matchs de la saison et fait cinquante-trois tacles, dix sacks, un fumble forcé et un récupéré. En 2009, il est positionné au poste de defensive end, remplaçant Brian Orakpo qui a été drafté cette même année. Il fait quarante-sept tacles, trois sacks. Lors du match du championnat national contre l'Alabama Crimson Tide, il fait six tacles et 2,5 sacks.

### Professionnelle
Sergio Kindle est sélectionné lors du draft de la NFL de 2010 au second tour par les Ravens de Baltimore au 43e choix. Le 25 juillet, il souffre d'une commotion cérébrale et ne peut participer au camp d'entrainement des Ravens. Il signe un contrat de un an pour 320 000 dollars (salaire minimum pour un rookie) et est immédiatement placé en réserve. Comme il n'a pas signé avant le troisième match de la saison, son salaire est diminué à 282 000 dollars. Il ne joue aucun match lors de la saison 2010.
Le 7 janvier 2013, il est coupé par les Ravens. Quelques jours plus tard, Baltimore remporte le Super Bowl XLVII.